# How to stop an exploding man
"How to stop an exploding man" (titulado "Cómo detener a un hombre bomba" en España y "Cómo detener a un hombra explosivo" en Hispanoamérica) es él es el vigésimo tercer y último capítulo de la primera temporada de la serie de televisión Héroes, creada por Tim Kring. El capítulo fue escrito por éste y dirigido por Allan Arkush. El capítulo consiguió en Estados Unidos una audiencia de 12,57 millones de espectadores.

## Resumen
Después de la victoria de Nathan al congreso, este tiene que tomar la difícil decisión de detener la bomba o dejar que se cumplan las horribles predicciones que Isaac reveló. Las personas normales con capacidades extraordinarias hacen frente a momentos de dolor y de peligro en la plaza Kirby con fuerza y heroísmo.
Niki después de escapar con DL, va en busca de Micah, y se enfrenta a Candice. Ante el horror de perder a su familia ella domina a Jessica y usa su fuerza para vencer a la ilusionista.
Hiro preparado para vencer a Sylar, se dirige a rescatar a Ando de las garras del villano, enfrentándose a él cara a cara y llevando a Ando a industrias Yamagato, y finalmente dirigiéndose a Plaza Kirby.
Peter va en busca de su hermano para recibir su ayuda, sin embargo Claire se siente traicionda y huye, mientras Peter descubre la verdad en la mente de Nathan. Peter va en busca de Claire pero se desmaya y tiene un sueño en el que Charles Devaux, habla con él. Noah Bennet encuentra a Peter y lo acompaña a la Plaza Kirby, pero es arrojado por Sylar, quien toma telekineticamente del cuello a Peter, ante la mirada de Mohinder, Molly, Micah, DL y Niki quienes observan la lucha. Matt Parkman intenta dispararle a Sylar, pero las balas son arrojadas en contra del oficial, Niki también interviene golpeando al monstruo, y posteriormente Peter golpea a Sylar hasta que sus manos brillan, su adversario lo provoca diciendo que él es el héroe, pero en ese momento Hiro llega y vence a Sylar.
Peter esta por explotar, cuando Claire aparece, él le pide que lo mate, dudándolo Claire le apunta con un arma, hasta que Nathan llega volando y decide sacrificarse para salvar a todos, volando con Peter lejos en el cielo.
Es el fin de la temporada.